# Gare de Sangarédi
La Gare de Sangarédi est une gare ferroviaire guinéenne située dans la ville minière de Sangarédi dans la préfecture de Boké. Elle est gérée par la Compagnie des bauxites de Guinée.

## Situation ferroviaire
La gare de Sangarédi est située à l'est du stade de Sangarédi.

## Histoire
La gare a été inaugurée en 1973.

## Service des voyageurs

### Accueil
La gare dispose d'une cour et salle d'attente pour les voyageurs, avec guichet, ouvert tous les lundis, jeudis et samedis avant d'être interrompue en 2018 pour cause de la surcharge des trafics sur le chemin de fer.

### Desserte
Le train en provenance de Kamsar arrive et quitte la gare de Sangarédi à 14 h en direction de Kamsar en passant par les gares de Tinguilinta, Boké et Kolaboui pour arriver à 19h.